# کتاب مقدس عشق
کتاب مقدس عشق (به هندی: Prem Granth) یا قصه عشق جاویدان فیلمی محصول سال ۱۹۹۶ و به کارگردانی راجیو کاپور است. در این فیلم بازیگرانی همچون ریشی کاپور، مادهوری دیکشیت، انوپم کهیر، شامی کاپور، اوم پوری، پریم چوپرا، ریما لاگو، هیمانی شیوپوری ایفای نقش کرده‌اند.